# Miami Marlins
Los Miami Marlins (en español, Marlines de Miami) son un equipo profesional de béisbol de los Estados Unidos con sede en Miami, Florida. Compiten en la División Este de la Liga Nacional (NL) de Grandes Ligas de Béisbol (MLB) y disputan sus partidos como locales en el LoanDepot Park.
El equipo fue fundado en 1993 con el nombre Florida Marlins, pero cambiaron su topónimo en noviembre de 2011 coincidiendo con su traslado al centro de Miami. Según la revista Forbes en el 2011 el valor de la franquicia es de $ 360 millones de dólares.

## Historia

### 1993-1996: Fundación y primeros años
Los Miami Marlins nacieron en 1993 con el nombre de Florida Marlins. El nombre del equipo proviene de la especie de peces perciformes de gran tamaño que son muy buscados para la pesca deportiva y viven en las costas del Golfo de México y que bañan al estado de Florida. Y también en honor del ex-equipo de ligas menores de Miami con el mismo nombre. El equipo es apodado "Los Peces".
Ellos iniciaron jugando sus partidos de casa desde su temporada inaugural en la temporada del 2011 en el Estadio Sun Life en donde compartían con los Miami Dolphins equipo de la National Football League (NFL). Sun Life Stadium fue también llamado Joe Robbie Stadium, Pro Player Stadium, Dolphin Stadium, Dolphins Stadium y Land Shark Stadium durante su estancia. Desde la temporada del 2012, ellos jugaron en el Marlins Park en el centro de Miami, en el sitio del primer Orange Bowl (Tazón de la Naranja) en Little Havana, Florida. El nuevo parque, parecido al Sun Life Stadium (el cual ha sido criticado en su configuración para el béisbol por las pobres líneas de señalamiento en algunas localidades), fue designado como el principal parque de béisbol. El nombre del nuevo parque es temporal dado que existen derechos para su nombre. Pero por agradecimiento a la ciudad de Miami y al Condado Miami-Dade (dueños del parque) los Marlins hicieron oficial el cambio de nombre. Ellos también adoptaron un nuevo logo, colores y uniformes.[cita requerida]

### Historia de la franquicia
Wayne Huizenga, CEO de Blockbuster Entertainment Corporation, adquirió la franquicia de expansión de la Liga Nacional en 95 millones de dólares iniciando el equipo sus operaciones en 1993 como los Florida Marlins. Los Marlines calificaron para la postemporada y ganaron ambas Series Mundiales en 1997 y 2003, ambos títulos obtenidos seguidos de períodos de controversia en donde el equipo vendió a sus principales y caros jugadores y se reconstruyó. Los Marlines se mudaron a nuevo parque, Marlins Park en 2012, el cual coincidió con el cambio en los colores del uniforme del equipo y el nombre a Miami Marlins.

### 1997-2003: Dos Playoffs, dos Series Mundiales ganadas
Los Marlins tienen la distinción de haber ganado el campeonato de la Serie Mundial en ambas ocasiones en las cuales calificaron para la post-temporada haciéndolo en 1997 y en el 2003, en ambas ocasiones como "wild card" (comodín) de la Liga Nacional, dado que nunca han ganado su división, y han avanzado a los playoffs llegando a ser campeones y de ahí a la Serie Mundial. Derrotaron al campeón de la Liga Americana, los Cleveland Indians en 1997 en la Serie Mundial, dirigidos por Jim Leyland en donde fue notable la actuación del short stop Edgar Rentería haciendo una mancuerna con el segunda base Craig Counsell en las llaves de dobleplays en el inning 11 del séptimo y decisivo juego. En la temporada del 2003, fue notable el despido del mánager Jeff Torborg después de 38 juegos. Los Marlines ocupaban el último lugar en la División del Este de la Liga Nacional con récord de 16-22 en ese momento. El sucesor de Torborg, Jack McKeon de 72 años los llevó a la obtención del wild card en la postemporada. Ellos se coronaron campeones y derrotaron a los New York Yankees cuatro juegos a dos en la Serie Mundial de 2003.

### Temporada 1997: Primer Campeonato de la Liga Nacional
Dos años pasaron para que los Indios, fueran campeones de la Liga Americana, dirigidos por Mike Hargrove, con récord de 86-75 en donde despacharon en los playoffs divisionales a los Yankees de New York en cinco juegos y luego el siguiente paso fue derrotar a los Orioles de Baltimore en seis juegos y llegar a la Serie Mundial. Este equipo estaba formado por Charles Nagy, Al Leiter, Mike Jackson, José Mesa, Manny Ramírez, Orel "el Bulldog" Hershiser, Sandy Alomar, Chad Ogea, Eric Plunk, Jaret Wright, Matt Williams, Tony "Cabeza" Fernández, Omar Vizquel. Se enfrentarían al Campeón de la Liga Nacional: Los Marlins de Florida, dirigidos por Jim Leyland, un equipo de expansión y que había llegado a los plays-offs como comodin (wild card) con récord de 91-70, después de despachar a los Gigantes de San Francisco en tres juegos y en la serie por el campeonato de la Liga Nacional le ganaron en 6 juegos a los Bravos de Atlanta.
La Serie Mundial se celebró del 18 al 26 de octubre de 1997 de la siguiente manera: Juegos uno, dos, seis y siete en el Joe Robbie Stadium de los Marlins. Los juegos tres, cuatro y cinco en el Jacobs Field de los Indios. La Serie Mundial fue ganada por los Marlies de Florida 4 juegos a 3. Este fue el primer equipo de expansión que en su quinta temporada ganaba la Serie Mundial.

### Dos veces Wild Card y dos Series Mundiales ganadas
Por segunda vez los Marlins llegaban a la Serie Mundial vía wild card. Y por segunda vez la ganaron. Son un caso contrario al de los Atlanta Braves, quienes saben cómo encabezar a su división pero no cómo ganar en la Serie Mundial.
Jack McKeon había asumido el mando en Florida el 11 de mayo cuando despidieron al mánager, Jeff Torborg. Los Marlins sufrían récord de 16-22, en cuanto lugar de la división, a nueve juegos del líder. Y con más ambiente de desahuciados que de cualquier otra cosa. "Muchachos", dijo McKeon a sus peloteros reunidos en el club house la mañana de ese domingo 11, cuando se preparaban para el juego de la tarde, con los Rockies de visita, "somos un grupo de amigos, dedicados a un juego muy agradable, por lo que vamos a divertirnos. No quiero ver a nadie preocupado ni tenso. Jueguen tranquilos".
Pueden llamarlo "el mánager sonrisa". Una sonrisa adornada siempre con un enorme tabaco. Jugaron los Marlins muy divertidos. Pero ganaron insistente y consistentemente. Poco a poco fueron consolidándose, y el 25 de agosto, 116 días después del arribo del viejo nuevo mánager, el equipo llegó al segundo lugar, a 14 juegos y medio de los Braves, quienes ocuparon la punta desde el 28 de abril-Jamás los alcanzaron. Y cuando terminó la temporada el 28 de septiembre, los tenían encima con 10 juegos.
Pero Florida, con récord de 91-71, estaba en la postemporada a bordo de ese buque peor-es-nada- llamado wild card. McKeon, quien había dirigido a Royals, Athletics, Padres y Reds, nunca estuvo antes en el dulzor de la postemporada en Grande Ligas. En su pasantía dirigió en Puerto Rico y durante 19 temporadas por las menores.
En el playoff por el título divisional, McKeon y sus alegres muchachos mandaron a sus casas a los Giants en cuatro juegos y en siete por la serie del banderín de la Nacional a los Cubs, quienes habían ganado a los Braves 3-2 en el primer playoff. "Si se juega en Grandes Ligas uno sueña con llegar a la Serie Mundial. Eso es inevitable", expresó McKeon rodeado de periodistas antes del primer juego de la Serie en Yankee Stadium, "pero lo que logramos fue no presionarnos. Jugamos como lo hacen por las tardes los niños en las calles y en los solares. Y así vamos a enfrentar a los Yankees. Nada nuevo".
Cierto. Después de dos juegos en el Yankee Stadium y el tercero de la Serie en el Pro Player, los Yankees estaban arriba 2-1 y habían ganado con idéntica pizarra, 6-1 dos seguidos. Pero inmediatamente después de la segunda derrota, McKeon reía tras su escritorio en el club house de Miami-Fort Lauderdale. "Han sido tres juegos muy buenos", dijo antes de chupar humo de su tabaco, y "es bueno advertir que estamos frente a un gran equipo. Pero tenemos cuatro juegos más y estamos obligados, tanto ellos como nosotros, a seguir jugando."
En la noche siguiente, la del miércoles, empataron la cuenta a dos victorias. Fue cuando dejaron en el terreno a los Yankees 4-3 en el decimosegundo inning con cuadrangular de Alex González frente a Jeff Weaver, cuarto lanzador de la noche. Lo antecedieron Roger Clemens, Jeff Nelson y José Contreras, en ese orden.
El quinto juego, que abrió por New York el zurdo David Wells y perdió José Contreras, lo ganaron los Marlins 6-4. El pitcher del triunfo fue Brad Penny quien lanzó durante siete innings. Lo ayudaron el zurdo Dontrelle Willis (1.0) Branden Looper (0.1) y Ugueth Urbina, quien logró su segundo salvado de la Serie. Entonces de la incómoda posición de 1-2 frente a los poderosos Yankees, estaba Florida a una victoria de celebrar más que a ningún otro equipo en 2003.
¡Ah! pero había terminado toda actividad de Grandes Ligas en Florida. La Serie Mundial regresaba a la jungla humana que llaman New York. Al bullicioso Yankee Stadium del Bronx. Durante el viernes del descanso, se observó notable optimismo cuando practicaban los Yankees en Yankee Stadium. Es que el abridor del sexto juego al día siguiente iba a ser el zurdo Andy Pettitte, ganador en la segunda fecha cuando lanzó 8.2 innings.
En cambio por Florida, McKeon anunciaba a Josh Beckett no solamente derrotado el martes sino quien abriría con sólo tres días de descanso, y era un muchacho de 23 años quien aún no había permanecido una temporada completa en Grandes Ligas. Sólo partes de las últimas dos. "Sí, ya sé que son los Yankees", respondió Beckett a una pregunta el viernes, "pero voy a lanzar como lo he hecho siempre frente a todo el equipo. Sólo trato de tirar strikes en el área donde se supone le hace daño a cada bateador. Por supuesto que estoy deseoso de lograr mi primera victoria de Serie Mundial. Es obvio, ¿no?"
La noche sabatina fue fría en New York en los 56° Fahrenheit, 13 centígrados. Pero Beckett, quien no es de tierra fría, porque nació en Spring, Texas, pareció muy cómodo sobre la lomita. A esa hora, de 23 años y con cara de niño precoz, Josh Beckett, minutos antes de ser elegido El Más Valioso de la Serie, hizo el último out de su juego al recoger la pelota que rodaba mansa, sin energías, a su izquierda, para ir a tocar a Jorge Posada cuya carrera hacia primera era más bien un lamento. ¡Su out 27!, Blanqueó Josh a los Yankees 2-0 en una de las mejores actuaciones de lanzador alguno en la historia de las Series Mundiales.
Los Marlins celebraron entonces en el terreno su segunda Serie Mundial ganada en 10 juveniles años de existencia de la franquicia. Los 55 773 fanáticos que habían estado alegres, ruidosos durante 2:57 h salieron de Yankee Stadium cabizbajos y tristes. Desde ese momento, la urbe pareció más fría. Los Yankees desde George Steinbrenner hasta los office-boys de Yankee Stadium, no lo creen todavía. David vence una vez más a Goliath.
"Somos un gran equipo, y esto que acabamos de hacer es lo mismo que hicimos durante toda la segunda parte de la temporada, aun cuando pocos se dieron cuenta" expresó emocionado Iván Rodríguez.
Los Marlins no estaban supuestos a ser wild card, sino los Phillies con su Jim Thome y compañía. Tampoco se consideró al club floridano candidato a ganar el título de la División, sobre Barry Bonds, Felipe Alou y el resto de los Giants. Menos se suponía que vencerían a los Cubs de Sammy Sosa, Kerry Wood, Mike Prior y a Dusty Baker. Pero los Marlins ganaron simplemente porque jugaron mejor, mucho mejor que los Yankees.
Lo de Beckett anoche fue un concierto de pitcheo como lo fueron los dos juegos ganados por Brad Penny y los nueve innings en dos apariciones de Carl Pavano. Becket sorprendió a los neoyorquinos porque siempre ha sido la recta su arma de confianza. Pero anoche, utilizó más la curva y el slider con los cuales los sacó de balance todo el tiempo. Y las pocas veces que tiro la lisa volaba a 95 y 96 millas por hora.
A la defensiva los Marlins fueron también muy superiores a los neoyorquinos, con todo y lo que significa Derek Jeter en el shortstop, quien llevaba 26 juegos de postemporada sin error alguno. Pero el mismo Derek fue la causa de una de las dos carreras de anoche. Error suyo en el sexto inning sobre roletazo de Jeff Conine, quien era el primer bateador del tramo, abrió un camino al home. Como los Marlins saben manufacturar las carreras, es decir, no se sienta a esperar el jonrón, esa entró sin el beneficio de incogible alguno. Con Conine en primera, Mike Lowell recibió base por bolas. Derek Lee tocó mal la pelota y Lowell fue out en segunda, pero quedaron corredores en los ángulos exteriores. Juan Encarnación remolcó mediante fly (elevado) de sacrificio a la derecha.
La otra anotación había arribado en el inning anterior por sencillos consecutivos de Alex González quien anotó, de Juan Pierre y de Luis Castillo, quien impulsó. Es hit de Castillo fue el único suyo en los últimos 17 turnos de la Serie. Para anotar, Alex necesitó correr duro y bien desde segunda y culminar con una inteligente barrida que burló la búsqueda desesperada de Poada, quien había recibido la pelota a tiempo para hacerlo out. En los 48 turnos con hombres en posición de anotar durante la Serie, los Yankees batearon solamente seis hits.
El zurdo Andy Pettitte permitió nada más cinco incogibles en sus siete innings, y sólo una de las dos carreras que le hicieron fue limpia. Pero resultó el derrotado. Mariano Rivera con 2.2 innings de trabajo terminó la jornada.

### Récord histórico: empatado y superado
De vuelta tras una lesión, José Fernández se convirtió en apenas el tercer lanzador desde 1914 que gana las primeras 16 decisiones de su carrera en casa cuando los Marlins derrotaron 2-0 a los Washington Nationals. En su primera apertura desde que causó baja el 7 de agosto por una dolencia en el bíceps derecho, el cubano Fernández (5-0) cubrió cinco innings, permitió dos hits y ponchó a siete. Johnny Allen (1932-1933) y LaMarr Hoyt (1980-1982) también comenzaron con 16-0 en casa. Pero el 25 de septiembre de 2015, Fernández se convirtió en el primer lanzador en la era moderna en ganar las primeras 17 decisiones en casa de su carrera, al salir adelante tras un complicado inicio de partido y ayudar a los Miami Marlins a vencer 12-11 a los Atlanta Braves. Fernández con récord de 6-0 necesitó apoyo ofensivo. También requirió 96 lanzamientos para cinco innings y hacerse merecedor de la victoria, que le dio una foja de 17-0 en 26 aperturas en casa a lo largo de su carrera de tres años.

### Ese cácher
El 24 de septiembre de 2015, el cácher JT Realmuto produjo la única carrera del encuentro con un triple en el séptimo episodio y los Miami Marlins preservaron la magra ventaja para superar 1-0 a Philadelphia Phillies. Pero ¿que tiene esto de especial?: Fue el séptimo triple de Realmuto en la campaña, la mayor cifra en las Grandes Ligas para un cácher con al menos 80 encuentros desde que Darrell Porter de Kansas City Royals, bateó 10 en 1979. El triple es el batazo más difícil de realizar en el béisbol.

### 2016-2022: La era de Don Mattlingly
Don Mattingly se mudó al otro lado del país y a un equipo con una chequera totalmente distinta. El 29 de octubre de 2015, Mattingly fue contratado como mánager de los Miami Marlins menos de una semana después de irse de Los Angeles Dodgers. Mattingly tuvo marca de 440-363 en cinco temporadas con los Dodgers y ganó el título de la División Oeste deasó al dogout luego de ser gerente general.
Será el décimo mánager de los Marlins desde que Jeffrey Loria compró el equipo en el 2002, pero el cuarto mánager que tiene el equipo de Miami de la Liga Nacional desde la temporada del 2012, la primera temporada que jugaron en el nuevo campo del Marlins Park. Con la llegada de Mattingly de 54 años, tendrá el objetivo de conseguir que los Marlins logren una marca ganadora por primera vez desde la temporada del 2009. Los Marlins confían en volver a ser un equipo que tenga opciones a luchar por estar en la fase final. Mattingly lo consiguió con los Dodgers al ganar tres títulos de la División Oeste de la Liga Nacional de forma consecutiva (2013-2015) pero nunca pudo ser campeón de la Liga Nacional, a pesar de tener una de las nóminas más altas de las Ligas Mayores.
"Firme un contrato de cuatro años, pero espero sean 10", declaró Don Mattingly. "Estoy entusiasmado con la oportunidad de venir a Miami. Es un equipo joven y talentoso. Es un núcleo que tiene la oportunidad de crecer y desarrollarse". El nuevo piloto de los Marlins reconoció que su gran ilusión al aceptar la oferta de los Marlins era tener la oportunidad de enseñar y desarrollar a los jóvenes talentos que hay dentro de la organización. "Para mí fue el motivo principal por el cual estaba tan intrigado de venir a Miami. La oportunidad de enseñar. La oportunidad de moldear un equipo joven, y de construirlo con miras a ganar la división y un campeonato.", subrayó Mattingly, que como pelotero triunfó con New York Yankees.
El 25 de septiembre de 2016, el lanzador José Fernández falleció en un accidente de barco a los 24 años de edad. 
En 2017, la MLB aprobó la venta de los Marlins al empresario Bruce Sherman, en cuyo grupo inversor estaba Derek Jeter. Ese año el equipo lució un parche con el número 16 en homenaje a Fernández y Giancarlo Stanton ganó el premio al MVP de la Liga Nacional. Sin embargo, en diciembre los Marlins traspasaron a Stanton a los New York Yankees.
La temporada 2018, los Marlins terminan con marca de 63 ganados y 98 perdidos. El receptor J.T. Realmuto fue seleccionado para el Juego de Estrellas. 
Los Marlins tendrán un nuevo logotipo en sus gorras, cascos y uniformes para la temporada 2019. Los colores serán negro de medianoche, gris, rojo caliente y azul de Miami, remplazando los uniformes que se usaron durante las temporadas 2012 al 2018, cuyo colores fueron negro, rojo-naranja, azul celeste y amarillo.
En 2020, una temporada acortada a sesenta partidos debido a la pandemia de COVID-19, los Marlins lograron su primera campaña con balance positivo desde 2009 y se clasificaron para los Playoffs por primera vez desde 2003.[cita requerida]

## Estadio

### Antiguos terrenos de juego
- Sun Life Stadium (1993-2011).

### LoanDepot Park
Los Marlines iniciaron la construcción de un nuevo estadio en el sitio del Miami Orange Bowl el 18 de julio de 2009. El ahora aprobado estadio fue el sujeto de una prolongada batalla legal. El pleito entre un magnate local de una franquicia de automóviles y el ex-dueño de Philadelphia Eagles Norman Braman protestó la legalidad del acuerdo con Miami-Dade County y la Ciudad de Miami. Por lo tanto, la juez Beth Cohen de Miami-Dade County, disminuyó todos los cargos del pleito de Braman.
La capacidad de asientos que tiene Marlins Park es de 36,742, siendo el tercer estadio más pequeño en capacidad de la MLB. En su primera campaña regular iniciada el 4 de abril de 2012, contra los St. Louis Cardinals el parque era solo el sexto estadio de la MLB en tener un techo retráctil, uniendo al Rogers Centre en Toronto, (1989) Chase Field en Phoenix (1998), Safeco Field en Seattle (1999), Minute Maid Park en Houston (2000) y Miller Park en Milwaukee (1999).
Una parte del nuevo estadio acordó que el equipo fuera renombrado como "Miami Marlins" el 11 de noviembre de 2011 solo, revelando un nuevo uniforme y un nuevo logo en el momento que se mudaran al nuevo estadio en 2012. Hasta ahora, por derechos de nombre, todos han sido desechados y es bien conocido como Marlins Park.[cita requerida]

## Jugadores

### Miembros del Salón de la Fama del Béisbol
- Tony Pérez
- Andre Dawson

### Números retirados

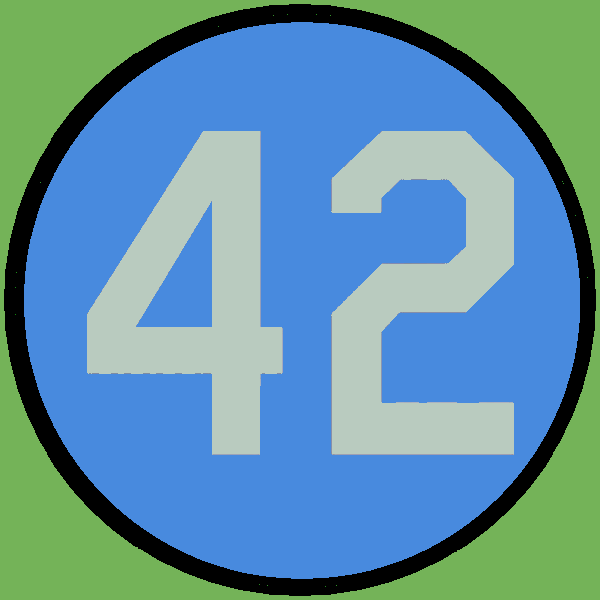
Jackie Robinson

Los Miami Marlins son el único equipo de toda la MLB que no tiene ningún número retirado en honor a algún exmiembro de la organización. El único dorsal no disponible es el 42, que fue retirado de las Grandes Ligas el 15 de abril de 1997 en homenaje a Jackie Robinson. Entre 1993 y 2011 los Marlins tuvieron retirado el número 5 en honor de Carl Barger, el que iba a ser el primer presidente de la franquicia, pero que falleció unos meses antes de la temporada inaugural del equipo. El jugador favorito de Barger era Joe DiMaggio, quien lució el 5 a lo largo de su carrera. Dicho número volvió a la circulación en 2012 cuando Logan Morrison solicitó llevar el 5 en memoria de su recientemente fallecido padre.
Tras la muerte del lanzador José Fernández en septiembre de 2016, nadie en los Marlins ha vuelto a lucir el 16, sin bien el número no ha sido oficialmente retirado.
| Equipos afiliados a los Miami Marlins | Equipos afiliados a los Miami Marlins | Equipos afiliados a los Miami Marlins | Equipos afiliados a los Miami Marlins | Equipos afiliados a los Miami Marlins |
| Nivel                                 | Equipo                                | Liga                                  | Localización                          |                                       |
| ------------------------------------- | ------------------------------------- | ------------------------------------- | ------------------------------------- | ------------------------------------- |
| Triple-A                              | Jacksonville Jumbo Shrimp             | International League                  | Jacksonville, Florida                 |                                       |
| Double-A                              | Pensacola Blue Wahoos                 | Southern League                       | Pensacola, Florida                    |                                       |
| High-A                                | Beloit Sky Carp                       | Midwest League                        | Beloit, Wisconsin                     |                                       |
| Single-A                              | Jupiter Hammerheads                   | Florida State League                  | Jupiter, Florida                      |                                       |
| Rookie                                | Florida Complex League Marlins        | Florida Complex League                | Jupiter, Florida                      |                                       |
| Rookie                                | DSL Marlins                           | Dominican Summer League               | Boca Chica, Santo Domingo             |                                       |
| Rookie                                | DSL Miami                             | Dominican Summer League               | Boca Chica, Santo Domingo             |                                       |

## Palmarés
- Serie Mundial (2): 1997, 2003.
- Banderines de la Liga Nacional (2): 1997, 2003.